# Omar Saavedra Santis

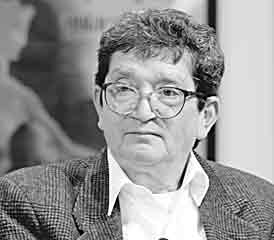
Omar Saavedra Santis (Berlin, 2007)

Omar Saavedra Santis (* 15. Juli 1944 in Valparaíso; † 23. Dezember 2021 ebenda) war ein chilenischer Schriftsteller.

## Biografie
Omar Saavedra Santis studierte in Chile ohne Abschluss Medizin, Schauspielkunst und Journalistik. Von 1968 bis 1970 bereiste er Osteuropa, mit einem längeren Aufenthalt in Zagreb. Danach war er bis September 1973 Chefredakteur der Tageszeitung „El Popular“. Nach dem Staatsstreich vom 11. September 1973 wurde er politisch verfolgt und emigrierte 1974 über die belgische Botschaft in die DDR. Er arbeitete zunächst in Karl-Marx-Stadt als Dreher. Ab 1975 war er Dramaturg am Volkstheater Rostock. 1978/1979 studierte er am Literaturinstitut "Johannes R. Becher" in Leipzig Theaterwissenschaften. Später zog er nach Berlin. Saavedra Santis verfasste Romane, Kurzprosa und Schauspiele. Diese erschienen in Deutschland, Chile, Costa Rica, Polen, Österreich, Japan und den USA. Im Jahre 2009 kehrte Saavedra Santis nach Chile zurück. An der theaterwissenschaftlichen Fakultät der Universidad de Chile unterrichtete er Theaterregie. Daneben war er als Gastdozent bei der DW Akademie tätig.
Saavedra Santis wurde mehrfach für sein literarisches Schaffen ausgezeichnet. 1986 erhielt er den Anna-Seghers-Preis. 1987 wurde sein Drehbuch zum Film Blonder Tango mit dem Kritikerpreis ausgezeichnet. 1990 wurde ihm der Kritikerpreis der Universidad Católica de Chile und 1994 der Literaturpreis des Fondo Nacional del Libro verliehen. 1995 erfolgte die Auszeichnung mit dem Civis-Medienpreis des WDR, 2002 die Verleihung des MDR-Literaturpreises. Am 6. September 2012 erhielt Saavedra Santis den Premio de la Sociedad de Escritores de Chile (Preis des chilenischen Schriftstellerverbandes).
Seine Tochter ist die chilenische Schauspielerin Catalina Saavedra.
Saavedra Santis starb im Dezember 2021 in Valparaíso.

## Werke (Auswahl)
Romane
- Blonder Tango. Roman („Y qué hago en este país donde todas las gatos son rubios“). Verlag Neues Leben, Berlin. 1982.
- Die große Stadt. Roman („La gran ciudad“). Edition Schwarzdruck, Berlin 2001, ISBN 3-935194-09-9.
- Felipe kommt wieder. Roman („El hombre que regresaba“). Aufbau-Verlag, Berlin 1990, ISBN 3-351-00531-8.
- Frühling aus der Spieldose. Roman („Primavera en cajamúsica“). Aufbau-Verlag, Berlin 1990, ISBN 3-351-01697-2.
- Magna Diva. Die Oper der Mörder („Magna diva“). Rhino-Verlag, Weimar 2003, ISBN 3-932081-60-9.
- Erótica de la resistencia (y otras historias de resentidos). Editorial Escaparate, Concepción, Chile 2003, ISBN 956-7827-22-2.
- Prontuarios y claveles. Simplemente Ed., Santiago de Chile, 2011, ISBN 978-956-8865-08-5.

Theaterstücke
- Szenen wider die Nacht. Schauspiel („Historias posibles o escenas contre la noche“). Henschelverlag, Berlin 1977.
- Herzlich willkommen in Amapola. Komödie in acht Bildern („Amapola“). Henschelverlag, Berlin 1980.
- Der Konsul und die Terroristin. Schauspiel. 1988.
- Pachamama. Schauspiel. 1989.
- Delirium Tremens Americanum. Schauspiel. 1992.
- Borges tötet Jünger scheinbar ohne Motiv – Zweite Begegnung. Schauspiel. 2001.
- Don Quixote jenseits des Spiegels. Schauspiel. 2006.
- Fausto Sudaca. 2016

Erzählungen
- Torero. Erzählungen („Torero“). Verlag Neues Leben, Berlin 1983 (Inhalt: „Diskrete Symmetrien“, „Die Kunst des Kochens“, „Begegnung in Plowdiw“, „Einführung in die Ästhetik“, „Minetti“ und „Torero“).
- Freitag mit Bach. In: Jürgen Grambow (Hrsg.): Wirklich ist nur der Ozean. Eine maritime Sonate. 2. Aufl. Hinstorff Verlag, Rostock 1987.
- Deutschland – Drei Übungen zum Erwachen. In: Argonautenschiff, 1994, Nr. 3, S. 7–10
- Spätes Wiedersehen. In: Argonautenschiff, 1994, Nr. 3, S. 43–47
- Brunos Legat (El legado de Bruno), 2002
- Der Funktionär (El funcionario), 2012
- Stella Artois. In: ila : Zeitschrift der Informationsstelle Lateinamerika; Nr. 368, 2013, S. 32–36
- Stella Artois. Santiago, 2013. (Inhalt: "Ars Culinaria", "Simetrías discretas", "Stella Artois"). ISBN 978-956-9257-03-2

Hörspiele
- Eine Uhr im Regen. Hörspiel. 1981.
- Eine Tulpe, ein Stein, ein Schwert. Hörspiel. 1982.
- Amapola. Hörspiel. 1984.
- Fall im Morgengrauen. Hörspiel. 1989.
- Der Konsul und die Terroristin. Hörspiel. 1997.

Fernsehserien
- Helga y Flora, chilenische Fernsehserie 2020.

Aufsätze
- Humorlosigkeit hat den deutschen Sozialismus kaputtgemacht. In: ila. Zeitschrift der Informationsstelle Lateinamerika, 1993, S. 54–58.
- Deutschland – drei Übungen zum Erwachen. In: Argonautenschiff, 1994, Nr. 33, S. 7 ff.
- Spätes Wiedersehen. In: Argonautenschiff, Nr. 33. 1994, S. 34 ff.
- Begegnungsort Buch. In: Argonautenschiff, Nr. 44. 1995, S. 57 ff.
- Laudatio auf Miguel Vitagliano. In: Argonautenschiff, Nr. 66. 1997, S. 85 ff.
- Meine Zeit als „Latino“ unter Deutschen. In: Künstler zwischen Macht und Vernunft, Jg. 3, H. 1, 2000, S. 38–60.
- 33 Grad 0 33 Süd, 71 Grad 38 33 West : Position eines halbverlorenen Paradieses. In: ila. Zeitschrift der Informationsstelle Lateinamerika, 2003, S. 4–25.
- Die Milch in der Revolution. In: Berliner Zeitung vom 11. September 2003
- Der Zauberer von Aracataca : Gabriel García Márquez wird 80. In: ila. Zeitschrift der Informationsstelle Lateinamerika, 2007, März, S. 56
- Die Schönheit einer Hässlichen : Violeta Parra, 40 Jahre nach ihrem Tod; eine Verbeugung. In: ila. Zeitschrift der Informationsstelle Lateinamerika, 2007, Oktober, S. 49–53
- Das Jahr mit den vielen Frühlingen. Erinnerungen an die 68er aus lateinamerikanischer Sicht. In: ila. Zeitschrift der Informationsstelle Lateinamerika, Nr. 319, 2008, S. 37–41.

## Filme
- Lothar Warneke (Regie): Blonder Tango. 1986 (Verfilmung des gleichnamigen Romans).
- Edgar Kaufmann (Regie): Melanios letzte Liebe. 1988 (Verfilmung der Erzählung „Die Kunst des Kochens“)
- Ein Leben im Exil. Der Schriftsteller Omar Saavedra Santis. 2007.